# 颱風華倫
颱風華倫（英語：Typhoon Warren，菲律賓大氣地球物理和天文服務管理局：Huaning）為1988年太平洋颱風季的熱帶氣旋之一。

## 影響

### 英屬香港[2]
當地懸掛最高風球信號： 三號強風信號
天文台在1988年7月18日早上11時正懸掛一號戒備信號，當時颱風華倫集結於香港之東南約800公里。初時吹輕微至和緩偏西風。隨着華倫趨向中國東南沿岸，與華倫一道雨帶相關的狂風在7月19日初影響香港。天文台在清晨4時10分改掛三號強風信號，當時華倫集結於香港之東南約410公里。早上仍然吹和緩偏西風。但隨着華倫在下午登陸，香港轉吹西南風，橫欄島風力增強至接近烈風程度，陣風高達每小時115公里。大帽山錄得的一小時平均風力為每小時87公里，陣風則高達每小時124公里。華倫在晚上9時左右最接近香港，當時位於香港之東北約180公里的廣東東部。天文台總部在兩小時前錄得最低瞬時海平面氣壓995.3百帕斯卡。華倫在香港之西北偏北約300公里的廣東北部消散，所有信號在7月20日清晨5時正除下。
當7月18日懸掛一號戒備信號時，香港天晴，下午天氣酷熱。與華倫相關的一道雨帶翌日清晨間中為香港帶來大雨及狂風雷暴。早上繼續有雨及雷暴。隨着華倫在香港以東登陸，繼續向西北移動，西南強風在黃昏為香港帶來大雨。7月20日仍然有驟雨。7月21日天氣好轉，隨後四日部份時間有陽光，局部地區有驟雨。
| 長洲 · 68 km/h赤鱲角 · 60 km/h青衣 · 36 km/h啟德 · 51 km/h西貢 · 無數據沙田 · 38 km/h流浮山 · 73 km/h打鼓嶺 · 25 km/h 天文台測風網絡8個參考自動氣象站錄得之最高每小時平均風速。圖例： · 代表沒有數據（共1個氣象站） · 代表錄得強風以下風速（共3個氣象站） · 代表錄得強風（共2個氣象站） · 代表錄得烈風（共2個氣象站） · 備註：此圖假設天文台已引入8個指定自動氣象站作指標。 |

### 臺灣
| 彭佳嶼 · 18.3 m/s板橋 · －鞍部 · －竹子湖 · －淡水 · －基隆 · 11.4 m/s臺北 · 9.7 m/s新屋 · －新竹 · 3.7 m/s宜蘭 · 8 m/s蘇澳 · 10.9 m/s花蓮 · 11 m/s成功（新港） · 10.4 m/s臺東 · 4.9 m/s大武 · 12.8 m/s蘭嶼 · 23.7 m/s臺中 · 7 m/s梧棲 · 17 m/s日月潭 · －阿里山 · －嘉義 · 13.8 m/s玉山 · －臺南 · 15.1 m/s高雄 · 12.6 m/s恆春 · 9.4 m/s澎湖 · 12.6 m/s東吉島 · －金門 · －馬祖 · － 中華民國交通部中央氣象署署屬氣象測站測得最大持續風力。圖例： · 無數據 · 測得5級風或以下 · 測得6至7級風 · 測得8至9級風 | 彭佳嶼 · 25.5 m/s板橋 · －鞍部 · －竹子湖 · －淡水 · －基隆 · 17.9 m/s臺北 · 21.2 m/s新屋 · －新竹 · 7 m/s宜蘭 · 18.1 m/s蘇澳 · 19.9 m/s花蓮 · 18.8 m/s成功（新港） · 16.6 m/s臺東 · 11 m/s大武 · 20 m/s蘭嶼 · 35.4 m/s臺中 · 14.9 m/s梧棲 · 27.3 m/s日月潭 · －阿里山 · －嘉義 · 26.6 m/s玉山 · －臺南 · 28.3 m/s高雄 · 22.7 m/s恆春 · 21.5 m/s澎湖 · 25 m/s東吉島 · －金門 · －馬祖 · － 中華民國交通部中央氣象署署屬氣象測站測得最大陣風。圖例： · 無數據 · 測得5級風或以下 · 測得6至7級風 · 測得8至9級風 · 測得10至11級風 · 測得12至15級風 |